# Роксана Засіна
Роксана Засіна (пол. Roksana Zasina; нар. 21 серпня 1988, Лодзь) — польська борчиня вільного стилю, бронзова призерка чемпіонату світу , чемпіонка, срібна та бронзова призерка чемпіонатів Європи, срібна призерка Європейських ігор, срібна призерка Кубку світу.

## Біографія
Боротьбою почала займатися з 2003 року. Виступає за борцівський клуб «ZTA» зі Згежа. Тренер — Мар'ян Філіпович.

## Спортивні результати на міжнародних змаганнях

### Виступи на Олімпіадах
| Змагання                    | Збірна | Вагова категорія          | Місце |
| --------------------------- | ------ | ------------------------- | ----- |
| Літні Олімпійські ігри 2020 | Польща | жіноча боротьба, до 53 кг | 7     |

### Виступи на Чемпіонатах світу
| Змагання                        | Збірна | Вагова категорія          | Місце  |
| ------------------------------- | ------ | ------------------------- | ------ |
| Чемпіонат світу з боротьби 2008 | Польща | жіноча боротьба, до 51 кг | 16     |
| Чемпіонат світу з боротьби 2009 | Польща | жіноча боротьба, до 51 кг | 12     |
| Чемпіонат світу з боротьби 2010 | Польща | жіноча боротьба, до 51 кг | 5      |
| Чемпіонат світу з боротьби 2012 | Польща | жіноча боротьба, до 51 кг | 8      |
| Чемпіонат світу з боротьби 2013 | Польща | жіноча боротьба, до 51 кг | 11     |
| Чемпіонат світу з боротьби 2014 | Польща | жіноча боротьба, до 53 кг | 20     |
| Чемпіонат світу з боротьби 2015 | Польща | жіноча боротьба, до 58 кг | 10     |
| Чемпіонат світу з боротьби 2016 | Польща | жіноча боротьба, до 55 кг | 12     |
| Чемпіонат світу з боротьби 2017 | Польща | жіноча боротьба, до 53 кг | Бронза |
| Чемпіонат світу з боротьби 2018 | Польща | жіноча боротьба, до 55 кг | 13     |
| Чемпіонат світу з боротьби 2019 | Польща | жіноча боротьба, до 53 кг | 5      |
| Чемпіонат світу з боротьби 2021 | Польща | жіноча боротьба, до 55 кг | 9      |
| Чемпіонат світу з боротьби 2022 | Польща | жіноча боротьба, до 55 кг | 9      |

### Виступи на Чемпіонатах Європи
| Змагання                         | Збірна | Вагова категорія          | Місце  |
| -------------------------------- | ------ | ------------------------- | ------ |
| Чемпіонат Європи з боротьби 2011 | Польща | жіноча боротьба, до 51 кг | 9      |
| Чемпіонат Європи з боротьби 2012 | Польща | жіноча боротьба, до 55 кг | 5      |
| Чемпіонат Європи з боротьби 2013 | Польща | жіноча боротьба, до 51 кг | Золото |
| Чемпіонат Європи з боротьби 2016 | Польща | жіноча боротьба, до 55 кг | Бронза |
| Чемпіонат Європи з боротьби 2017 | Польща | жіноча боротьба, до 53 кг | 7      |
| Чемпіонат Європи з боротьби 2018 | Польща | жіноча боротьба, до 55 кг | Срібло |
| Чемпіонат Європи з боротьби 2019 | Польща | жіноча боротьба, до 53 кг | 5      |
| Чемпіонат Європи з боротьби 2021 | Польща | жіноча боротьба, до 55 кг | Срібло |

### Виступи на Європейських іграх
| Змагання              | Збірна | Вагова категорія          | Місце  |
| --------------------- | ------ | ------------------------- | ------ |
| Європейські ігри 2015 | Польща | жіноча боротьба, до 53 кг | Срібло |

### Виступи на Кубках світу
| Змагання                    | Збірна | Вагова категорія          | Місце  |
| --------------------------- | ------ | ------------------------- | ------ |
| Кубок світу з боротьби 2015 | Польща | жіноча боротьба, до 53 кг | 7      |
| Кубок світу з боротьби 2020 | Польща | жіноча боротьба, до 53 кг | Срібло |

### Виступи на інших змаганнях
| Змагання                                                         | Збірна | Вагова категорія          | Місце  |
| ---------------------------------------------------------------- | ------ | ------------------------- | ------ |
| Klippan Lady Open 2008                                           | Польща | жіноча боротьба, до 51 кг | 11     |
| Austrian Ladies Open 2008                                        | Польща | жіноча боротьба, до 55 кг | 11     |
| Klippan Lady Open 2009                                           | Польща | жіноча боротьба, до 51 кг | 5      |
| Гран-прі Німеччини з боротьби 2009                               | Польща | жіноча боротьба, до 51 кг | 5      |
| Austrian Ladies Open 2009                                        | Польща | жіноча боротьба, до 51 кг | 10     |
| Klippan Lady Open 2010                                           | Польща | жіноча боротьба, до 55 кг | 5      |
| Золотий Гран-прі з боротьби 2010 (Кліппан )                      | Польща | жіноча боротьба, до 55 кг | 5      |
| Турнір Яшара Догу 2011                                           | Польща | жіноча боротьба, до 51 кг | Бронза |
| Гран-прі Німеччини з боротьби 2011                               | Польща | жіноча боротьба, до 55 кг | 5      |
| Гран-прі Іспанії з боротьби 2011                                 | Польща | жіноча боротьба, до 55 кг | 11     |
| Відкритий чемпіонат Польщі з боротьби 2011                       | Польща | жіноча боротьба, до 55 кг | 14     |
| Турнір Дана Колова — Николи Петрова 2012                         | Польща | жіноча боротьба, до 55 кг | 7      |
| Золотий Гран-прі з боротьби 2012 (Кліппан )                      | Польща | жіноча боротьба, до 55 кг | Бронза |
| Олімпійський кваліфікаційний турнір з боротьби 2012 (Тайюань)    | Польща | жіноча боротьба, до 55 кг | 14     |
| Відкритий чемпіонат Польщі з боротьби 2012                       | Польща | жіноча боротьба, до 51 кг | 5      |
| Гран-прі Іспанії з боротьби 2012                                 | Польща | жіноча боротьба, до 51 кг | Срібло |
| Золотий Гран-прі з боротьби 2012 (Баку)                          | Польща | жіноча боротьба, до 51 кг | Бронза |
| Вогні Москви 2012                                                | Польща | жіноча боротьба, до 51 кг | 4      |
| Flatz Open 2013                                                  | Польща | жіноча боротьба, до 55 кг | 7      |
| Київський Міжнародний турнір з боротьби 2013                     | Польща | жіноча боротьба, до 51 кг | Бронза |
| Гран-прі Іспанії з боротьби 2013                                 | Польща | жіноча боротьба, до 55 кг | Бронза |
| Меморіал Вацлава Циолковського 2013                              | Польща | жіноча боротьба, до 51 кг | Золото |
| Гран-прі Німеччини з боротьби 2014                               | Польща | жіноча боротьба, до 53 кг | Срібло |
| Гран-прі Іспанії з боротьби 2014                                 | Польща | жіноча боротьба, до 53 кг | Срібло |
| Золотий Гран-прі з боротьби 2014 (Баку)                          | Польща | жіноча боротьба, до 53 кг | 8      |
| Відкритий чемпіонат Польщі з боротьби 2014                       | Польща | жіноча боротьба, до 53 кг | 8      |
| Гран-прі Парижа з боротьби 2015                                  | Польща | жіноча боротьба, до 53 кг | Срібло |
| Klippan Lady Open 2015                                           | Польща | жіноча боротьба, до 55 кг | 9      |
| Гран-прі Німеччини з боротьби 2015                               | Польща | жіноча боротьба, до 53 кг | 21     |
| Гран-прі Іспанії з боротьби 2015                                 | Польща | жіноча боротьба, до 53 кг | 13     |
| Відкритий чемпіонат Польщі з боротьби 2015                       | Польща | жіноча боротьба, до 53 кг | Бронза |
| Кубок Алроси 2015                                                | Польща | жіноча боротьба, до 55 кг | Бронза |
| Золотий Гран-прі з боротьби 2015                                 | Польща | жіноча боротьба, до 53 кг | 11     |
| Klippan Lady Open 2016                                           | Польща | жіноча боротьба, до 53 кг | 11     |
| Олімпійський кваліфікаційний турнір з боротьби 2016 (Улан-Батор) | Польща | жіноча боротьба, до 58 кг | 17     |
| Олімпійський кваліфікаційний турнір з боротьби 2016 (Стамбул)    | Польща | жіноча боротьба, до 58 кг | 16     |
| Відкритий чемпіонат Польщі з боротьби 2016                       | Польща | жіноча боротьба, до 55 кг | Срібло |
| Гран-прі Іспанії з боротьби 2016                                 | Польща | жіноча боротьба, до 55 кг | Бронза |
| Klippan Lady Open 2017                                           | Польща | жіноча боротьба, до 53 кг | 13     |
| Турнір Дана Колова — Николи Петрова 2017                         | Польща | жіноча боротьба, до 53 кг | Бронза |
| Відкритий чемпіонат Польщі з боротьби 2017                       | Польща | жіноча боротьба, до 53 кг | Золото |
| Турнір Дана Колова — Николи Петрова 2018                         | Польща | жіноча боротьба, до 55 кг | Золото |
| Відкритий чемпіонат Польщі з боротьби 2018                       | Польща | жіноча боротьба, до 55 кг | Золото |
| Меморіал Іона Корнеану і Ладислава Сімона 2018                   | Польща | жіноча боротьба, до 55 кг | Бронза |
| Klippan Lady Open 2019                                           | Польща | жіноча боротьба, до 57 кг | Бронза |
| Турнір Дана Колова — Николи Петрова 2019                         | Польща | жіноча боротьба, до 55 кг | Бронза |
| Відкритий чемпіонат Польщі з боротьби 2019                       | Польща | жіноча боротьба, до 53 кг | Срібло |
| Відкритий чемпіонат Польщі з боротьби 2020                       | Польща | жіноча боротьба, до 53 кг | Бронза |
| Київський Міжнародний турнір з боротьби 2021                     | Польща | жіноча боротьба, до 53 кг | 14     |
| Відкритий чемпіонат Польщі з боротьби 2021                       | Польща | жіноча боротьба, до 55 кг | 4      |

### Виступи на змаганнях молодших вікових груп
| Змагання                                      | Збірна | Вагова категорія          | Місце |
| --------------------------------------------- | ------ | ------------------------- | ----- |
| Чемпіонат світу з боротьби серед юніорів 2008 | Польща | жіноча боротьба, до 51 кг | 8     |